# Siméon-Denis Poisson
Siméon Denis Poisson (tiếng Pháp: [si.me.ɔ̃ də.ni pwa.sɔ̃]; sinh ngày 21 tháng 6 năm 1781 - mất ngày 25 tháng 4 năm 1840) là nhà toán học, nhà vật lý người Pháp. Ông cùng với Cauchy và Fourier trở thành những nhà khoa học lớn cuối thế kỷ XVIII -đầu thế kỷ XIX. Cả ba người đều đã bỏ qua công trình nghiên cứu vĩ đại của Galois về nhóm Galois, khiến nó phải mất một thời gian dài mới thể hiện được ý nghĩa của mình.